# Gares ferroviaires en Guinée
 (avril 2021).
La mise en forme du texte ne suit pas les recommandations de Wikipédia : il faut le « wikifier ».
Les points d'amélioration suivants sont les cas les plus fréquents. Le détail des points à revoir est peut-être précisé sur la page de discussion.
- Les titres sont pré-formatés par le logiciel. Ils ne sont ni en capitales, ni en gras.
- Le texte ne doit pas être écrit en capitales (les noms de famille non plus), ni en gras, ni en italique, ni en « petit »…
- Le gras n'est utilisé que pour surligner le titre de l'article dans l'introduction, une seule fois.
- L'italique est rarement utilisé : mots en langue étrangère, titres d'œuvres, noms de bateaux, etc.
- Les citations ne sont pas en italique mais en corps de texte normal. Elles sont entourées par des guillemets français : « et ».
- Les listes à puces sont à éviter, des paragraphes rédigés étant largement préférés. Les tableaux sont à réserver à la présentation de données structurées (résultats, etc.).
- Les appels de note de bas de page (petits chiffres en exposant, introduits par l'outil «  Source ») sont à placer entre la fin de phrase et le point final[comme ça].
- Les liens internes (vers d'autres articles de Wikipédia) sont à choisir avec parcimonie. Créez des liens vers des articles approfondissant le sujet. Les termes génériques sans rapport avec le sujet sont à éviter, ainsi que les répétitions de liens vers un même terme.
- Les liens externes sont à placer uniquement dans une section « Liens externes », à la fin de l'article. Ces liens sont à choisir avec parcimonie suivant les règles définies. Si un lien sert de source à l'article, son insertion dans le texte est à faire par les notes de bas de page.
- La présentation des références doit suivre les conventions bibliographiques. Il est recommandé d'utiliser les modèles {{Ouvrage}}, {{Chapitre}}, {{Article}}, {{Lien web}} et/ou {{Bibliographie}}. Le mode d'édition visuel peut mettre en forme automatiquement les références.
- Insérer une infobox (cadre d'informations à droite) n'est pas obligatoire pour parachever la mise en page.

Pour une aide détaillée, merci de consulter Aide:Wikification.
Si vous pensez que ces points ont été résolus, vous pouvez retirer ce bandeau et améliorer la mise en forme d'un autre article.
Les gares ferroviaires en Guinée comprennent :

## Plans
- La carte de l'Atlas du HCR (2004) montre la topographie.
- La carte des Nations Unies montre les provinces; les villes; les chemins de fer
- Carte ReliefWeb - Topographie et rail
- ReliefWeb Map - Densité de la population et routes
- Chemin de fer Matakan-Simandou-Pontiolo - affiche également les paramètres de ligne
- Carte interactive du système ferroviaire guinéen
- Sharemap

Fichier: Chemins de fer en Guinée.svg

Carte des chemins de fer de la Guinée.

## Villes desservies par le rail

### Chemins de fer trans-guinéens du Nord (en construction)
Le chemin de fer voie normal, long de 135 km, relie les mines de bauxite de Boffa à un nouveau port de dapilon à Boké.

### Ligne nord
Cette ligne est  de 1,435 mm  
- Port Kamsar - port
- Boké
- Sangarédi - mine de bauxite

### Ligne centrale
Cette ligne est de 1,000 mm  jauge et se dirige vers le nord-ouest.
- Conakry - capitale et port.
- Dubréka
- Fria - mine de bauxite

### Chemin de fer trans-guinéen central
Cette ligne est de 1,000 mm jauge. Conversion en 1,435 mm jauge a été proposée. Le rajeunissement de cette ligne sera financé en autorisant l'exportation du minerai de fer de Simandou Nord vers un port plus proche du Libéria.
- Conakry - capitale et port.
- Mambia - mine de bauxite
- Kindia - capitale provinciale.
- Kouyeya - Waystation
- Kolente
- Sougeta - Waystation
- Konkouré - plusieurs km au nord de la voie ferrée
- Mamou - capitale de la province
- Kégnégo
- Diagouré - Jonction proposée
- Dabola - jonction et rupture de jauge
- Bissikrima
- Cisséla
- Kouroussa - pont sur le fleuve Niger
- Terminus de Kankan et capitale provinciale.

- (extension possible)
- Zogota [4],[5]

#### Branche sud
Cette ligne est 1,435 mm.
- Jonction Dabola et rupture de jauge
- Bauxite de Tougué [6]

### Ligne sud-ouest
Cette ligne est 1,435 mm et est parallèle à la ligne sud.
- Conakry - capitale et port. Carte ferroviaire (points rouges) Carte ferroviaire (lignes grises)
- Mine de bauxite Kindia.

### Chemins de fer trans-guinéens du sud (proposé)
Les chemins de fer transguiniens est d'environ 670 km de long et serait de 1,435 mm. Il va des mines de minerai de fer au sud-est près de Simandou et des mines de bauxite au nord à un nouveau port à Matakong. Le lien peut être à double voie. Ce projet a été retardé par un coup d'État. En 2001, cette ligne était estimée à 3 000 millions de dollars. La ligne comprend 21 km de tunnels pouvant signifier un tunnel 21 km de long, soit 21 tunnels chacun 1 km de long.

### Succursale de Tougué
- Marela - jonction possible avec la ligne centrale
- Diagouré - jonction avec la ligne centrale
- Pontiola - bauxite
- Tougué - terminus de branche - bauxite

### Projet de chemin de fer Guinée - Libéria
(Cette ligne serait très résistante 1,435 mm jauge)
- Minerai de fer de Zogota[11].
- Simandou (nord) - gisement de minerai de fer près de Diéké [4],[5],[12],[13].
  - Nimba - minerai de fer
  - (Chemin de fer Lamco de 1,435 mm gabarit) en cours de réhabilitation par ArcelorMittal ).
  - (Le chemin de fer Lamco est parallèle au chemin de fer Guinée-Libéria sur une distance considérable)
  - Buchanan - port le plus proche
- Didia[14] nouveau port appartenant à BSG Resources .

### Chemin de fer proposé au Mali
- Kankan, Guinea.
- border[15].
- Bamako, Mali.

## Chronologie

### 2020
- Début des travaux sur la voie ferrée Dapilon (port) - Santou (mine)) écartement 1435 mm

### 2010
- La Guinée et le Libéria conviennent de construire un chemin de fer transfrontalier pour le trafic de minerai de fer[5]. Ce chemin de fer serait plus court et moins cher qu'un chemin de fer entièrement en territoire guinéen. Dans le cadre de l'accord, le chemin de fer transguinéen à voie étroite serait rénové. Jauge de 1435 mm. Plus tard annulé.

## Voir également
- Transport en Guinée
- Transport ferroviaire en Guinée